# فروگل‌ور
فروگل‌ور (به انگلیسی Frugalware) توزیع لینوکسی مشتق شده از توزیع اسلکور(Slackware) است که برای کاربران متوسط به بالا که کار با خط فرمان را به خوبی می‌دانند، طراحی شده و با ویرایش ۱٫۶ عرضه شده در ۱۲ فوریه ۲۰۱۲ در اختیار کاربران لینوکس قرار دارد.
هدفگذاری در این توزیع در جهت تأمین استفاده‌ای راحت در کنار توزیع ساده است. انتشار توزیعی پایدار و بروز و با کمترین تغییر در سورس بسته‌های ارائه شده از بنیان‌های توسعه توزیع اسلکور است که همچنان در فِروگِل‌وِر مورد توجه توسعه‌دهندهٔ ان قرار دارد. بدین جهت شاید بتوان این توزیع را در ذیل توسعه‌هایی بر اساس قاعده Kiss رده‌بندی کرد.
نیاز Miklós Vajna به مدیریت بسته‌ای سریعتر برای توزیع اسلکور و دوباره‌نویسی pkgtool توسط وی جرقهٔ ابتدایی عرضه فِروگِل‌وِر زد. هرچند که توزیع در تفاوت کوچکی با اسلکور داشت، تغییر راه‌انداز شبه‌بی‌اس‌دی اسلکور به سیستم‌وی و فرمت بسته‌ها، فرصت استفاده از pacman را بر روی فِروگِل‌وِر مهیا نمود. این توزیع همانند اسلکور از دو ویرایش جاری و پایدار برخوردار می‌باشد.